# Pikku-Kankainen
Pikku-Kankainen är en ö i Finland. Den ligger i sjön Pihlajavesi och i kommunen Nyslott i  landskapet Södra Savolax, i den sydöstra delen av landet, 280 km nordost om huvudstaden Helsingfors. Öns area är 26 hektar och dess största längd är 1 kilometer i sydöst-nordvästlig riktning.